# Atelophragma oroboides
Atelophragma oroboides là một loài thực vật có hoa trong họ Đậu. Loài này được (Hornem.) Rydb. mô tả khoa học đầu tiên năm 1928.